# Victor Correia
Victor Correia (Conakry, 12 gennaio 1985) è un ex calciatore guineano, di ruolo centrocampista.